# 芜湖学院
芜湖学院，是芜湖市产教融合发展有限公司举办、安徽省教育厅主管的非营利性民办普通本科高等学校。前身是安徽师范大学皖江学院。
学院位于安徽省芜湖市九华北路171号。化学工程系（与安徽师范大学化学与材料科学学院共同学习生活）在花津校区，大一新生除化学工程系外均在皖江校区，大三大四学生大部分在赭山校区生活学习，专升本学生均在赭山校区。

## 历史
2003年，安徽师范大学皖江学院成立，是由安徽师范大学举办的全日制普通本科独立学院。
根据艾瑞深中国校友会网发布的“2016安徽省最佳大学排行榜”报告显示，该校位居安徽省独立学院第2位。
2021年6月4日，教育部发展规划司发布公示，拟同意该院转设为民办本科高校芜湖学院。
2023年，正式转设为芜湖学院。

## 院系设置
学校设有12个系、部、中心，开设48个本科专业。
- 人文与传播系
- 外语系
- 经济系
- 管理系
- 电子工程系
- 化学工程系
- 视觉艺术系
- 音乐系
- 体育系
- 学前教育系
- 思政教研部
- 实验中心

现有专兼任教师455人，其中特聘教授7人，教授37人，副教授105人，博士37人，硕士360人，外籍教师4人。在校学生9120人。